# Anthelia asperifolia
Anthelia asperifolia là một loài rêu tản trong họ Antheliaceae. Loài này được (Taylor) Spruce miêu tả khoa học lần đầu tiên năm 1882.